# Microbotryum ahmadianum
Microbotryum ahmadianum är en svampart som först beskrevs av Hans Sydow, och fick sitt nu gällande namn av Vánky 1998. Microbotryum ahmadianum ingår i släktet Microbotryum och familjen Microbotryaceae.   Inga underarter finns listade i Catalogue of Life.